# Geografia gleb
Geografia gleb, pedogeografia – dyscyplina naukowa zajmująca się przestrzennymi aspektami rozwoju, rozmieszczenia i zmienności pokryw glebowych, oraz naturalnymi i antropogenicznymi przyczynami takiego stanu.
Geografia gleb jest działem zarówno gleboznawstwa, jak i geografii fizycznej.
Tradycyjne gleboznawstwo bada gleby jako układy przyrodnicze o pionowym zróżnicowaniu w obrębie profilu glebowego. Geografia gleb bada pokrywę glebową stosując metody geograficzne w celu wyjaśnia prawidłowości, przyczyn i historii heterogeniczności i geograficznej zmienności, w różnych skalach przestrzennych, od mikro- do megaskali.
Z geografią gleb, oprócz systematyki gleb, nierozłącznie wiąże się kartografia gleb. Zajmuje się ona rejestrowaniem i pokazywaniem stanu pokrywy glebowej, a geografia gleb stara się szukać prawidłowości i wypracować koncepcje tłumaczące taki stan.

## Historia

### Na świecie
Początki geografii gleb jako osobnej nauki sięgają końca XIX w. i powstania w Rosji szkoły geograficzno-genetycznej zapoczątkowanej przez W.W. Dokuczajewa. Wcześniej utożsamiano gleby ze zwietrzelinami i skałami, z których powstawały (kierunek geologiczno-petrograficzny i agrogeologiczny). Szkoła rosyjska zaczęła postrzegać glebę jako wyodrębniony element środowiska, który powstaje w określonych warunkach środowiska geograficznego pod wpływem określonych procesów glebotwórczych. W. Dokuczajew, a za nim N. Sibircew, na podstawie badań gleb europejskiej części Rosji, opisali strefowość gleb, nawiązującą do strefowości zbiorowisk roślinnych i klimatu, a także piętrowość gleb nawiązującą do pięter bioklimatycznych w górach. Koncepcje te rozwijały się w ramach geograficzno-genetycznego kierunku w gleboznawstwie i, mimo powstania innych kierunków, co do zasady zachowały swą aktualność do czasów obecnych . Pierwszym, bardzo jeszcze niedoskonałym, kartograficznym przedstawieniem gleb według szkoły genetycznej była koncepcyjna mapa W. Dokuczajewa z 1899 r. Schemat stref glebowych półkuli północnej w skali 1:50 mln. Była to mapa czysto dedukcyjna, przedstawiająca niemalże równoleżnikowe położenie stref glebowych, jakie zaobserwował autor w europejskiej części Rosji. Pierwszą małoskalową mapą gleb, wykorzystującą również wyniki badań kartograficzno-gleboznawczych z różnych rejonów świata, było trzecie wydanie mapy gleb świata w skali 1:80 mln z 1927 r., zredagowane przez ucznia W. Dukuczajewa – Konstantina D. Glinkę. Kolejnym osiągnięciem, gdzie już wykorzystywano istniejące syntetyczne opracowania z różnych rejonów świata, była Mapa gleb świata (1:50 mln) z Wielkiego Radzieckiego Atlasu Świata opracowana w 1937 r. przez L.I. Prasołowa. Za szczytowe osiągnięcie rosyjskiej/radzieckiej szkoły geograficzno-genetycznej można uważać mapy gleb poszczególnych kontynentów (1:10 mln – 1:25 mln) i świata (1:60 mln), opublikowane pod redakcją I.P. Gierasimowa w 1964 r. w Fizycznogeograficznym Atlasie Świata. Projekty mapy były przedstawiane na Kongresach Międzynarodowego Towarzystwa Gleboznawczego w Paryżu w 1956 r. i Madison w 1960 r. Przynajmniej do lat 70. XX wieku, mimo pojawiającej się krytyki kierunku genetycznego, rosyjscy gleboznawcy byli uważani za niekwestionowanych liderów w dziedzinie geografii gleb.
W 1960 r. gleboznawcy amerykańscy zaproponowali nowe spojrzenie na systematykę gleb opierające się na klasyfikacji według ściśle określonych, mierzalnych cech poziomów diagnostycznych, które z czasem rozwinęło się w amerykańską klasyfikację Soil Taxonomy. Nowy system był wykorzystywany również do tworzenia map glebowych. W 1973 r. została opublikowana mapa Gleby świata – prawdopodobne rozmieszczenie rzędów i podrzędów w skali 1:100 mln, która wyraźnie różniła się od map tworzonych według szkoły rosyjskiej. Z czasem, mimo znacznej krytyki, powstawały kolejne, coraz dokładniejsze mapy gleb według Soil Taxonomy. Dużą zasługą systemu amerykańskiego, mimo tego, że jako system sztuczny, miał ograniczoną przydatność do badań geograficzno-gleboznawczych, był pozytywny wpływ na kolejne systematyki.
Od lat 60. XX w. pod egidą FAO, UNESCO i Międzynarodowego Towarzystwa Gleboznawczego (ISSS) pracowano nad międzynarodową nomenklaturą, systematyką i mapami przedstawiającymi zasoby glebowe świata, które miały być kompromisem pomiędzy różnymi szkołami. Efektem tych prac była drukowana w pierwszej połowie lat 70. Mapa gleb świata (Soil Map of the World) w skali 1:5 mln. zawierająca w legendzie 106 jednostek glebowych, które grupowały się w 26 odpowiedników typów gleb. Opracowanie to było milowym krokiem w zrozumieniu zróżnicowania zasobów glebowych świata przez przedstawicieli różnych szkół w gleboznawstwie. W 1988 r. ukazała się jej zrewidowana wersja. Wzorcowym opracowaniem wykorzystującym systematykę gleb FAO/UNESCO była wydana w 1985 r. pod redakcją R. Taverniera i A. Louisa Mapa gleb EWG (Soil Map of the European Communities) o bardzo bogatej treści (51 jednostek taksonomicznych oraz dodatkowo 312 jednostek kartograficznych), gdzie przedstawiono kompleksy gleb (z glebami dominującymi, towarzyszącymi i akcesorycznymi), uziarnienie wierzchniej warstwy gleby i klasę nachylenia terenu. Wielką wartością jest przedstawienie zarówno cech genetycznych gleb, jak i ich rolniczą przydatność. Na mapie tej ujawniły się strefowe układy gleb podobne do stref glebowych tradycyjnej szkoły geograficzno-genetycznej, co przemawia za realnością tego zjawiska. Mapy gleb FAO/UNESCO oraz niektóre systematyki narodowe (w tym amerykańska, rosyjska i francuska) dały początek międzynarodowemu systemowi klasyfikacyjnemu gleb WRB (World Reference Base for Soil Resources) z pierwszą edycją w 1998 r. który stał się „wspólnym mianownikiem” w międzynarodowych opracowaniach i mapach.
Spośród nowych koncepcji powstałych w ramach geografii gleb w drugiej połowie XX w. wielkie nadzieje można wiązać z zapoczątkowanym pracami W.R. Wołobujewa kierunkiem ekologicznym nazwanym później ekopedologią, który bada funkcjonowanie gleb w ekosystemach. Widząc, że kierunek geograficzno-genetyczny nie potrafi w pełni wytłumaczyć zmienności gleb świata, kolejni rosyjscy gleboznawcy (M.A. Głazowska i W.A. Kowda) w latach 60. i 70. rozwinęli kierunek geochemiczny (lub historyczno-geochemiczny) kładący znacznie większy nacisk na geochemię utworów, z których powstają gleby. W 1975 r. powstała Mapa gleb świata w skali 1:10 mln, prezentująca gleby według tej koncepcji. W latach 70. popularność zyskały również badania struktury pokrywy glebowej w różnej skali (mega-, makro-, mezo- i mikrostruktur), głównie poprzez prace W.M. Fridlanda, choć nie tylko. Spośród nowych spojrzeń w geografii gleb warte nadmienienia są również: kierunek geobotaniczny (gleba jako rezerwuar składników pokarmowych dla roślin) i kierunek etnopedologiczny (czynnik gospodarczo-kulturowo-społeczny wpływający na strukturę przestrzenną gleb).

### W Polsce
Na ziemiach polskich pierwszym opracowaniem geograficzno-gleboznawczym była zademonstrowana w 1904 r. mapa gleb Królestwa Polskiego przedstawiająca podział gleb według kryteriów petrograficzno-geologicznych. Sławomir Miklaszewski opublikował jeszcze kilka map gleb Królestwa Polskiego (1907, 1912) oraz Polski (1924, 1927). Taki sposób przedstawiania gleb kontynuowali T. Mieczyński i J. Tomaszewski aż do końca lat 40. XX w. Dopiero w latach 1951–1960 A. Musierowicz opracowując mapę gleb Polski w skali 1:300 tys. zastosował podział gleb według koncepcji genetycznej. Podejście to zostało zaakceptowane przez Polskie Towarzystwo Gleboznawcze i obowiązuje w systematyce gleb Polski do czasów współczesnych . Osobną kartą kartografii gleb są mapy glebowo-rolnicze całej Polski opublikowane w latach 70. Umożliwiają one zarówno analizę środowiska do celów rolniczych, ale także badanie koncepcji geograficzno-gleboznawczych. Wiele krajów, nawet wyżej rozwiniętych, nie może się pochwalić takim osiągnięciem. W Polsce gleboznawstwo i chemia rolna rozwija się głównie na uczelniach rolniczych, zaś geografia i klasyfikacja gleb – na uniwersytetach.

## Współczesność
W większości opracowań geograficzno-gleboznawczych występuje tylko opis zmienności pokrywy glebowej w terenie (podejście idiograficzne, bliższe kartografii gleb) przez co dyscyplina ta jest nieraz uważana za „gorszą”, jedynie opisową. Rozwój wiedzy gleboznawczej pozwala już budować modele empiryczne i funkcjonalno-strukturalne oraz formułować interpretacje przyczynowo-skutkowe i ogólne teorie dotyczące zróżnicowania pokrywy glebowej (podejście nomologiczne), w czym upatruje się szansy na dalszy rozwój geografii gleb i sprostanie wymaganiom odpowiedzi na pytania o kierunki rozwoju pokryw glebowych na świecie. Kolejnym wyzwaniem, które stoi przed geografią i systematyką gleb jest jak najbardziej racjonalne uporządkowanie ogromu szczegółowych informacji o glebach z całego świata.
Aktualnie w geografii gleb przeważa podejście, w którym gleba jest traktowana jako komponent geokompleksu, powiązany z innymi abiotycznymi i biotycznymi elementami środowiska przyrodniczego, o określonej powtarzalnej pozycji w przestrzeni geograficznej. Za paradygmat w geografii gleb uznaje się aktualnie podejście systemowe, które nawiązuje do przedstawionego przez W. Dokuczajewa, a następnie rozwijanego przez C. Shaw oraz H. Jenny ujęcia czynnikowo-funkcjonalnego rozwoju pokrywy glebowej nazywanego często paradygmatem genetycznym. W XXI w. ujęcie statyczne coraz częściej ustępuje ujęciu dynamicznemu, gdzie zamiast stanów bada się procesy, a czas jako czynnik glebotwórczy zyskał większe znaczenie.

## Cele
Najważniejsze cele badań geografii gleb to:
- określenie przestrzennego zróżnicowania czynników glebotwórczych;
- określenie zależności pomiędzy przestrzennym zróżnicowaniem czynników glebotwórczych a geograficzną zmiennością właściwości gleb i struktury pokrywy glebowej;
- identyfikacja mozaiki i struktury pokryw glebowych;
- wskazanie prawidłowości w przestrzennym zróżnicowaniu pokrywy glebowej na różnym poziomie jej organizacji;
- ocena wpływu działalności człowieka na współczesną strukturę pokrywy glebowej;
- przewidywanie kierunków rozwoju pokrywy glebowej w wyniku zmian środowiska przyrodniczego i procesów społeczno-gospodarczych.

## Koncepcje rozwijane w ramach geografii gleb

### Kierunek geologiczno-petrograficzny i agrogeologiczny
Głównym założeniem było, że gleba jest tworem skały (zwietrzeliną skały litej lub skałą niescementowaną, jak piasek, glina itp.). Układy glebowe generalnie nie różniły się od układów geologicznych. Koncepcje te obowiązywały do początku XX w. i obecnie mają znaczenie jedynie historyczne.

### Kierunek geograficzno-genetyczny
Zakłada, że gleba jest tworem odmiennym od skały macierzystej, z której powstała i rozwija się pod wpływem procesów glebotwórczych. Zakłada się, że procesy wynikają wprost z czynników glebotwórczych, przede wszystkim klimatu i roślinności i odpowiadają warunkom bioklimatycznym charakterystycznym dla danej strefy klimatyczno-glebowo-roślinnej. Efektem działania procesów glebotwórczych jest profil glebowy, który jednak zawiera w sobie skutki działania zarówno współczesnych procesów, jak i takich, które oddziaływały na niego w przeszłości. Dlatego ważne jest ustalenie aktualnych układów czynników glebotwórczych. Szkoła geograficzno-genetyczna skupia się na takich glebach, w których kluczowy jest wpływ klimatu i roślinności i można je traktować jako typowe dla określonej strefy bioklimatycznej (tzw. gleby strefowe). Metoda geograficzno-porównawcza polega na porównywaniu ze sobą gleb strefowych charakterystycznych dla różnych stref. Mimo zasług tego kierunku w rozwoju naukowych podstaw geografii gleb, przeciwnicy tego kierunku zarzucają mu skupienie się na trudnych do zmierzenia czynnikach i procesach glebotwórczych zamiast na cechach dających się ująć ilościowo. Efektem tego są zbyt pochopnie uogólnione strefy glebowe, w których różne gleby, za wszelką cenę, sztucznie są łączone w jedną grupę. Kierunek geograficzno-genetyczny (lub krócej: genetyczny) powstał na przełomie XIX i XX w. i wyznaczał trendy do drugiej połowy XX w., lecz jego główne założenia w większości są uznawane po dziś dzień i można dostrzec jego wpływy w kolejnych koncepcjach rozwijanych w obrębie geografii gleb.

### Koncepcje gleboznawczej służby Stanów Zjednoczonych
Z całkowitą rewizją dotychczasowych poglądów wystąpili na początku lat 60. XX w. Amerykanie w opracowaniu zwanym Siódmym przybliżeniem. Wyewoluowała z niego amerykańska systematyka gleb Soil Taxonomy (1975), która zyskała bardzo dużą popularność na świecie. System ten powstał na potrzeby klasyfikowania gleb, lecz ze względu na swoją popularność był również wykorzystywany w geografii gleb. Głównym założeniem było oparcie systematyki gleb jedynie na wymiernych cechach poszczególnych poziomów dających się określić ilościowo. Gleby nazywano korzystając z dokładnego klucza z granicznymi wartościami liczbowymi poszczególnych cech. Wybór polegał na stwierdzeniu, czy dana cecha mieści się w podanym w kluczu zakresie, czy też nie, nie zostawiając miejsca na subjektywizm. Dzięki temu taksonomia gleb stała się klasyfikacją w ścisłym tego słowa znaczeniu. Wcześniejsze koncepcje systematyczne były podziałami typologicznymi, tzn. miały dokładnie zdefiniowane jednostki wzorcowe (np. typ czarnoziem, typ gleba kasztanowa) i od interpretacji badacza zależało do którego z typów wzorcowych jest opisywanej glebie bliżej. W taksonomii gleb zaczęto wykorzystywać poziomy diagnostyczne o ściśle określonych mierzalnych cechach (nie są one tożsame z tradycyjnymi poziomami genetycznymi), a nie, jak dotychczas, układ poziomów genetycznych w profilu. Zrezygnowano z analizy dwuwymiarowego profilu glebowego na rzecz trójwymiarowego pedonu – najmniejszej objętości gleby pozwalającej rozpoznać wszystkie charakterystyczne cechy. Stworzono nową nomenklaturę opartą na elementach greckich i łacińskich oraz nową, hierarchiczną klasyfikację gleb, w której coraz bardziej szczegółowe jednostki taksonomiczne tworzy się poprzez dodawanie kolejnych sylab. Powstałe w tym systemie mapy gleb wyraźnie się różniły od dotychczasowych opracowań geograficzno-genetycznych. Wielu gleboznawców, przede wszystkim rosyjskich, słusznie zarzucało, że nie jest to naturalny system, lecz sztuczny podział, co ogromnie utrudniało naukową interpretację przestrzennej zmienności gleb. Mimo tego amerykańska Soil Taxonomy zyskiwała na popularności i wywarła duży wpływ na później tworzone systemy klasyfikacyjne (m.in. legendę do międzynarodowej Mapy gleb świata (1974), klasyfikację gleb WRB (1998) oraz wiele narodowych systematyk gleb, w tym polską).

### Kierunek ekologiczny
Gleba jest w nim traktowana jako funkcjonalno-strukturalny, element systemu środowiska przyrodniczego. Uwzględnia on współzależność rozwoju gleb, będących częścią ekosystemu, i pozostałych elementów środowiska, szczególnie porastających je formacji roślinnych. Podejście takie powoli zyskuje na popularności od lat 70. XX w. do dziś

### Kierunek geochemiczny
Opinia, że kierunek genetyczny nie tłumaczy całkowicie wszystkich prawidłowości rozmieszczenia gleb spowodowała uwzględnianie kryteriów geochemicznych w systematyce. Zauważono, że biogeochemiczne procesy glebotwórcze zależą od typu zwietrzeliny, na którą działają. Zatem podział gleb powinien wychodzić od kryteriów geochemicznych, dopiero później uwzględniając kryteria klimatyczno-roślinne i inne. W Związku Radzieckim powstały dwie szkoły takiego podziału:
M.A. Głazowska podzieliła Ziemie na 6 typów pól glebowo-geochemicznych (od północy ku pustyniom: 1) pole kwaśnych sialitowych gleb ulminowo-fulwowych, oglejonych; 2) pole kwaśnych gleb ulminowo-fulwowych, sialitowych, fersialitowych i ferralitowych; 3) pole fulwowo-huminowych, kwaśno-zasadowych i obojętno-zasadowych gleb sialitowych i fersialitowych; 4) pole obojętno-zasadowych, huminowych gleb sialitowo-węglanowych i fersialitowo-węglanowych; 5) pole współwystępowania zasadowych, węglanowych i węglanowo-gipsowych gleb sialitowych z obojętno-zasadowymi reliktowymi glebami fersialitowymi; 6) pole dominowania gleb zasadowo-weglanowych, węglanowo-gipsowych i zasolonych, które dzielą się dalej na sektory, obszary, rodziny i typy gleb.
Z kolei W.A. Kowda ze współpracownikami podzielili kulę ziemską na 12 formacji glebowych (I. Formacja nasyconych gleb kriogenicznych obojętnych i słabokwaśnych; II. –słabo kwaśnych gleb kriogenicznych; III. –kwaśnych gleb silnie przemarzających lub zmarzlinowych; IV. –gleb kwaśnych lub słabo kwaśnych; V. –gleb słabo kwaśnych i obojętnych; VI. –gleb obojętnych i słabo zasadowych; VII. –gleb obojętnych lub zasadowych; VIII. –gleb fersialitowych kwaśnych, rzadziej obojętnych; IX. –kwaśnych gleb alitowych i ferralitowych; X. –pustynnych gleb węglanowych zasolonych; XI. –gleb wulkanicznych; XII. –gleb zasolonych i zasadowych), które są dzielone według kryteriów ewolucyjno-genetycznych (na gleby hydromorficzne; półhydromorficzne; paleohydromorficzne; neoautomorficzne i paleoautomorficzne). Dalej w systematyce występują, zależne od klimatu, facje, które dzielą się na typy (nazywane podobnie jak w tradycyjnej szkole genetycznej).

### Koncepcje ISSS, FAO i UNESCO
W odróżnieniu do klasyfikacji amerykańskiej, która zrywała całkowicie z dotychczasowym dorobkiem w dziedzinie systematyki, działanie Międzynarodowego Towarzystwa Gleboznawczego (później Międzynarodowej Unii Towarzystw Gleboznawczych), FAO i UNESCO było skierowane na stworzenie systemu nomenklatury, systematyki i kartografii gleb, który będzie korzystał z najlepszych elementów tradycyjnego podejścia genetycznego i idei wypracowanych w różnych krajach (w tym w Stanach Zjednoczonych). Efektem było powstanie międzynarodowej systematyki gleb w postaci legendy do Mapy gleb świata, później klasyfikacji WRB, za pomocą której opisywano gleby różnych regionów świata.

## Prawidłowości rozmieszczenia gleb
Szukając prawidłowości w rozmieszczeniu różnych gleb na Ziemi gleboznawcy sformułowali kilka ogólnych praw:
- Prawo strefowości szerokościowej (poziomej) sformułowane przez N.M. Sibircewa. Wynika z niego, że gleby powstają pod wpływem działania klimatu i roślinności, a przez to główne typy gleb będą się układać na kuli ziemskiej równoleżnikowymi strefami nawiązującymi do stref klimatycznych i roślinnych. Najlepiej się to objawia w Eurazji i Ameryce Północnej. Strefy zazwyczaj nie tworzą równych pasów, lecz są modyfikowane m.in. przez zmiany ukształtowanie powierzchni i przez rozmieszczenie lądów i wód.
- Prawo strefowości (piętrowości) wysokościowej (pionowej) sformułowane przez W.W. Dokuczajewa. Zakłada ono, że w obszarach górskich, w miarę wznoszenia się nad poziom morza, analogicznie jak w przypadku stref klimatyczno-roślinnych, występują pionowe strefy (piętra) glebowe. K. Glinka doprecyzował, że w każdej strefie mogą występować gleby z danej strefy oraz ze stref położonych powyżej. Prawo strefowości wysokościowej oraz prawo strefowości szerokościowej tworzą razem ogólne prawo strefowości gleb mówiące, że każdej poziomej strefie odpowiada pionowa strefa glebowa (z wyjątkiem gleb halnych).
- Regionalne prawidłowości rozmieszczenia gleb sformułowane przez Prasołowa. Gleby w poszczególnych fragmentach stref klimatycznych lub wysokościowych różnią się od pokrywy glebowej typowej dla danej strefy. Wynika to m.in. z występowania gleb międzystrefowych oraz zróżnicowania rzeźby oraz innych czynników glebotwórczych. Wyróżnia się prowincje, facje, regiony glebowe[25].
- Prawo mikrostref sformułowane przez J.N. Afanasjewa mówi, że każdą strefę da się podzielić na mikrostrefy, które będą zależały np. od ukształtowania terenu: gleby na wierzchowinach, skłonach południowych, północnych lub obniżeniach mogą się od siebie różnić, mimo iż leżą w tej samej strefie.

Z geograficzno-genetyczną koncepcją powstawania gleb wiąże się bardzo ogólny podział gleb według N.M. Sibircewa (ucznia W.W. Dokuczajewa) z końca XIX w. Wyróżnił on trzy wielkie działy gleb: gleby strefowe – rozwijające się gł. pod wpływem klimatu i roślinności (np. gleby bielicowe, czarnoziemy); gleby międzystrefowe – rozwijające się w różnych strefach pod wyraźnym wpływem jednego z czynników glebotwórczych lub chemicznej odrębności środowiska (np. rędziny, gleby bagienne, gleby słone); gleby niestrefowe – gleby w początkowym stadium rozwoju. Podział ten miał zasadnicze znaczenie dla rozwoju geografii gleb i jest stosowany do dzisiaj.

### Strefy klimatyczno-glebowe
Na każdej z półkul ziemskich wyróżnia się następujące poziome pasy klimatyczno-glebowe zależne od ilości energii słonecznej docierającej do powierzchni na różnych szerokościach geograficznych :
- pas polarny – 7,6% powierzchni obszarów równinnych (która stanowi ok. 74% lądów),
- pas borealny – 15,6% powierzchni,
- pas subborealny (umiarkowany) – 19,3% powierzchni,
- pas subtropikalny – 15,9% powierzchni,
- pas tropikalny – 41,6% powierzchni.

Podstawą podziału są roczne sumy średnich dobowych temperatur > 10 °C. Pasy te nie przebiegają równo, równoleżnikowo, lecz są modyfikowane przez elementy lokalne. Nierównomierny rozkład lądów i oceanów powoduje, że ich rozkład na półkuli południowej jest zupełnie różny niż na półkuli północnej.
W obrębie stref klimatyczno-glebowych, zależnych od temperatury, wyróżnia się strefy wilgotnościowe klimatu, które uwzględniają przede wszystkim wskaźnik wilgotności klimatu (stosunek opadów do parowania). Strefy suche obejmują ok. 25,1% powierzchni obszarów równinnych, strefy przejściowe – ok. 31,1%, strefy wilgotne – 43,8%.
| Pas klimatyczny   | Strefa                      | Klimat                                          | Roślinność                                                        | Dominujące gleby strefowe                                                                         |
| ----------------- | --------------------------- | ----------------------------------------------- | ----------------------------------------------------------------- | ------------------------------------------------------------------------------------------------- |
| pas polarny       | obszar arktyczny            | klimat polarny (niwalny)                        | zimna pustynia                                                    | grunty strukturalne, gleby poligonalne                                                            |
| pas polarny       | obszar tundry               | klimat subpolarny                               | tundra                                                            | tundrowe gleby glejowe, grunty strukturalne                                                       |
| pas borealny      | marzłociowa strefa tajgi    | klimat borealny, bardzo chłodny, mało opadów    | niezwarte lasy szpilkowe                                          | marzłociowe gleby tajgi, gleby glejowe, gleby torfowe                                             |
| pas borealny      | podstrefa tajgi północnej   | klimat borealny, chłodny, umiarkowanie wilgotny | przerzedzone lasy świerkowe z domieszką brzozy, osiki i modrzewia | gleby bielicowe, podbury, gleby torfowe                                                           |
| pas borealny      | podstrefa tajgi środkowej   | klimat borealny, chłodny, umiarkowanie wilgotny | zwarte lasy świerkowe z udziałem sosny                            | gleby bielicowe, bielice, gleby torfowe                                                           |
| pas borealny      | podstrefa tajgi południowej | klimat borealny, chłodny, umiarkowanie wilgotny | lasy iglaste i lasy mieszane                                      | gleby darniowo-bielicowe, gleby płowe, gleby torfowe                                              |
| pas subborealny   | strefa wilgotna             | klimat umiarkowanie ciepły, wilgotny            | lasy liściaste i mieszane                                         | gleby brunatne leśne, gleby płowe, gleby rdzawe, gleby bielicowe, bielice                         |
| pas subborealny   | strefa przejściowa          | klimat umiarkowanie ciepły, półsuchy            | lasostepy i stepy                                                 | bruniziemy, szare gleby leśne, czarnoziemy, gleby kasztanowe                                      |
| pas subborealny   | strefa sucha                | klimat umiarkowanie ciepły, suchy               | roślinność półpustynna i pustynna                                 | buroziemy półpustynne, szarobure gleby pustynne, powierzchnie bezglebowe                          |
| pas subtropikalny | strefa wilgotna             | klimat podzwrotnikowy, ciepły, wilgotny         | subtropikalne lasy wiecznie zielone                               | gleby żółtobrunatne, żółtoziemy, czerwonoziemy, gleby czerwonawo-czarne (rubroziemy)              |
| pas subtropikalny | strefa przejściowa          | klimat śródziemnomorski                         | suche lasy i zarośla twardolistne                                 | gleby cynamonowe, gleby szarocynamonowe, terra rossa                                              |
| pas subtropikalny | strefa sucha                | klimat podzwrotnikowy, suchy                    | roślinność półpustyń i pustyń subtropikalnych                     | szaroziemy, prymitywne gleby pustynne, powierzchnie bezglebowe                                    |
| pas tropikalny    | strefa wilgotna             | klimat gorący, wilgotny                         | równikowe lasy wiecznie zielone                                   | czerwonożółte gleby ferralitowe, czerwone gleby ferralitowe                                       |
| pas tropikalny    | strefa przejściowa          | klimat gorący zmienno-wilgotny                  | lasy zrzucające liście w porze suchej, sawanny                    | czerwone gleby ferralitowe, gleby cynamonowoczerwone, gleby czerwonobure, czarne gleby tropikalne |
| pas tropikalny    | strefa sucha                | klimat gorący, suchy                            | roślinność półpustyń i pustyń tropikalnych                        | czerwonawe buroziemy, prymitywne gleby pustynne, powierzchnie bezglebowe                          |

### Piętra (strefy pionowe) klimatyczno-glebowe w górach
Pokrywa glebowa na terenach górskich (stanowiących ok. 15% lądów) jest tak zróżnicowana, jak różnorodne są warunki w górach świata. Generalnie gleby górskie charakteryzuje częste odmładzanie gleb poprzez erozję i ruchy masowe, duży udział gleb inicjalnych i słabo ukształtowanych, a także fragmentaryczność (ażurowość) pokrywy glebowej. Częsty jest również, powodowany klimatem, procentowy wzrost zawartości próchnicy wraz z wysokością.
Pierwotnie sądzono, że pionowa strefowość górska (od dołu ku górze) dokładnie odpowiada poziomej strefowości na terenach równinnych (od południa ku północy). Z czasem zauważono, że zagadnienie to jest bardziej złożone i zależy od geograficznego położenia masywu górskiego w określonej strefie klimatycznej oraz od jego specyficznych cech.
Geografia gleb korzysta z metod badawczych nauk o Ziemi, m.in.: geologii, geomorfologii, geochemii, biogeografii, paleontologii, a także wykorzystuje wyniki badań wymienionych nauk o ziemi oraz ekologii, sozologii, nauk biologicznych, społecznych i ekonomicznych.